# Regimento da Gotland
O Regimento da Gotland (em suecoː Gotlands regemente), também designado pela sigla P 18, é uma unidade de carros de combate do Exército da Suécia aquartelada na cidade de Visby, na ilha de Gotland, situada no Mar Báltico a 90 km da costa leste da Suécia.
O regimento foi extinto em 2004 e reativado em 2018. 

Desde 2020, recebe recrutas aos quais dá formação militar. Em 2025, está planeada a entrada de 280 novos recrutas.

O seu pessoal é constituído por 370 efetivos, incluindo oficiais profissionais, militares em serviço permanente e funcionários civis.